# Eduardo Yepes
Eduardo Díaz Yepes ( Madrid, 1910. – Montevideo, 3. srpnja 1978. ) bio je urugvajski kipar španjolskog podrijetla. 

## Biografija
Eduardo Díaz Yepes bio je suprug Olimpije Torres, najstarije kćeri Joaquín Torres García. Upoznali su se u Madridu 1933. godine .
Godine 1934. otputovao je s obitelji Torres García u Montevideo gdje se oženio Olimpijom.
Tijekom španjolskog građanskog rata, Eduardo se vratio u Špaljolsku te se upisao u Republikansku vojsku. 27. lipnja 1938. godine rođen mu je sin Demian . Iste je godine Yepes bio zatvoren 14 mjeseci, 1942. pušten je i preselio se u Kataloniju s Olimpijom i njezinim sinom.  
Tijekom poslijeratnog razdoblja dio su Frankovog režima i žive na različitim mjestima.
Iz Tarrase se sele u Sarriá gdje kuću dijele s Pedrom Tortom i njegovom obitelji.
Krajem 1946. francuska vlada dodijelila je Olimpiji i Eduardu stipendiju da studiraju u Parizu . U francuskoj prijestolnici žive godinu dana. No, situacija im predstavlja veliku teškoću pa su odlučili napustiti Europu i otputovati sa svojom djecom u Montevideu. U listopadu 1948.  postavlja svoju prvu izložbu u Ateneo de Montevideo.  Njihova druga izložba postavljena je u siječnju 1950. u Galería del Este, Punta del Este.  

9. srpnja 1950. rodio se njegov treći sin, također kipar Leonardo Díaz Torres . 
 Godine 1962. pozvalo ga je Urugvajsko udruženje kazališnih kritičara da na temelju lika poznatog urugvajskog dramatičara Florencija Sáncheza naprai dizajn statue koja bi godišnje nagrađivala kazališne umjetnike. Kad je predstavio svoje djelo, odmah je odlučeno kako će to djelo predstavljavi „Nagradu Flornecio Sánchez“, koja se od tada dodjeljuje. 

## Radovi
- Njegov portret
- Križ u crkvi u mjestu Atlántida
- Nagrada Florencio Sánchez
- Spomenik palima u moru